# Naberius

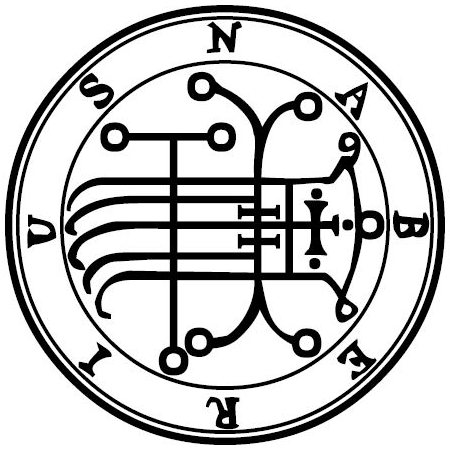
Le sceau de Naberius selon Mathers.

Naberius, Naberus ou Nebiros est un démon issu des croyances de la goétie, science occulte de l'invocation d'entités démoniaques. 
Le Lemegeton le mentionne en 24e position de sa liste de démons. Selon l'ouvrage, Naberius est un marquis vaillant. Il se montre sous la figure d'un corbeau et sa voix est rauque. Il donne l'éloquence, l'amabilité et enseigne les arts libéraux. Il commande à 19 légions infernales.
La Pseudomonarchia Daemonum le mentionne en 17e position de sa liste de démons et lui attribue des caractéristiques similaires.
Enfin, Le Grand Grimoire le mentionne également sous le nom de Nebiros. L'ouvrage le présente comme maréchal et inspecteur général des Enfers.
Dans la culture populaire, il est l'antagoniste principal du film I, Frankenstein, sorti en 2014.